# Komisariat Straży Celnej „Królewska Huta”

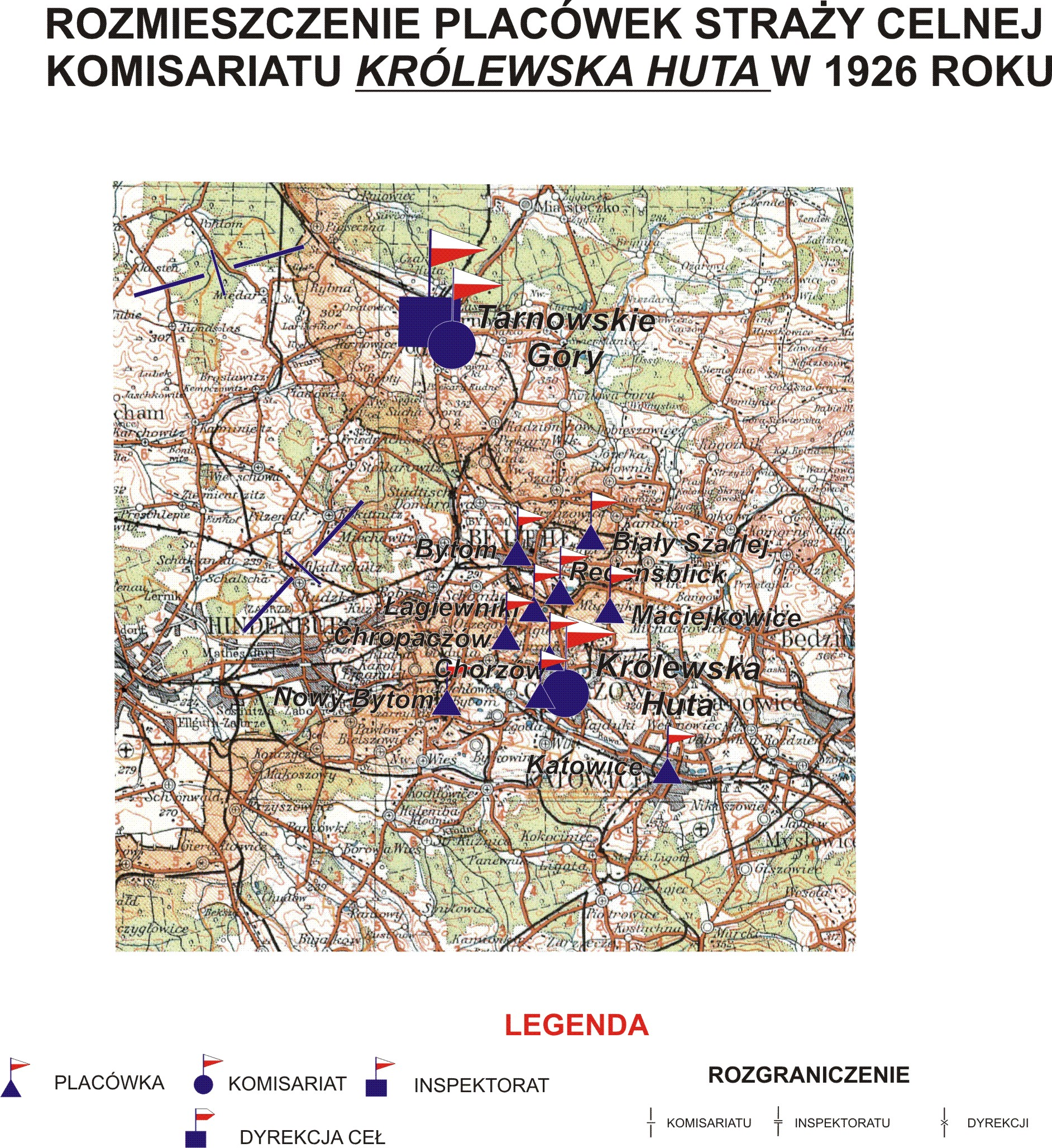
Rozmieszczenie placówek SC komisariatu Królewska Huta w 1926

Komisariat Straży Celnej „Królewska Huta” – jednostka organizacyjna Straży Celnej pełniąca służbę ochronną na granicy polsko-niemieckiej w latach 1922–1928.

## Formowanie i zmiany organizacyjne
Na wniosek Ministerstwa Skarbu, uchwałą z 10 marca 1920 roku, powołano do życia Straż Celną. Od połowy 1921 roku jednostki Straży Celnej rozpoczęły przejmowanie odcinków granicy od pododdziałów Batalionów Celnych. Proces tworzenia Straży Celnej trwał do końca 1922 roku. Komisariat Straży Celnej „Królewska Huta”, wraz ze swoimi placówkami granicznymi, wszedł w podporządkowanie Inspektoratu Straży Celnej „Tarnowskie Góry”.
Z dniem 15 czerwca 1922 roku komisariat SC „Królewska Huta” rozpoczął służbę ochronną na granicy polsko- niemieckiej. Z dniem 1 lipca 1923 roku komisariat podzielono na dwa odcinki. Pierwszy obejmował placówki Biały Szarlej i Maciejkowice, a drugi Łagiewniki i Chropaczów. Z dniem 1 czerwca 1924 na terenie komisariatu utworzono placówki wewnętrzne przy urzędach celnych w Katowicach, Nowym Bytomiu, Chorzowie i zagraniczny w Bytomiu, oraz placówkę rezerwową w Michałkowicach. W 1925 przeniesiono komisariat do Łagiewnik. W tym samym roku utworzono w komisariacie komórkę wywiadowczą, której kierownikiem został przodownik Stanisław Pizło.
Z dniem 15 stycznia 1928 roku komisariat Straży Celnej „Łagiewniki” został rozwiązany, a placówki „Łagiewniki” i „Chropaczów” wraz z placówkami wewnętrznymi przydzielono do komisariatu SC „Lipiny”. Placówki „Biały Szarlej” i „Maciejkowice” przekazano do nowo utworzonego komisariatu SC „Dąbrówka Wielka”.

## Służba graniczna
Sąsiednie komisariaty
- komisariat Straży Celnej „Tarnowskie Góry”  ⇔ komisariat Straży Celnej „Orzegów” − 1926

## Kierownicy komisariatu SC
| stopień  | imię i nazwisko    | okres pełnienia służby | kolejne stanowisko |
| -------- | ------------------ | ---------------------- | ------------------ |
| komisarz | Marian Bielawski   |                        |                    |
| komisarz | Wiktor Skrzypek    | był w 1926             |                    |
| komisarz | Leopold Wilczyński |                        |                    |

## Struktura organizacyjna
Organizacja komisariatu w 1922
- komenda − Królewska Huta
- placówka Straży Celnej „Biały Szarlej”[b]
- placówka Straży Celnej „Maciejkowice”[c]
- placówka Straży Celnej „Łagiewniki”
- placówka Straży Celnej „Chropaczów”

Organizacja komisariatu w 1926 roku:
- komenda – Łagiewniki
- placówka Straży Celnej „Chropaczów”
- placówka Straży Celnej „Łagiewniki”
- placówka Straży Celnej „Maciejkowice”
- placówka Straży Celnej „Biały Szarlej” (obecnie rejon ZGH "Orzeł Biały" w Brzezinach Śląskich)
- placówka Straży Celnej „Królewska Huta w Łagiewnikach”
- placówka Straży Celnej „Redensblick” (obecnie Rozbark, ul. Szyby Rycerskie)
- placówka Straży Celnej „Chorzów”
- placówka Straży Celnej „Beuthen” (Bytom)
- placówka Straży Celnej „Katowice”
- placówka Straży Celnej „Nowy Bytom”
- placówka wewnętrzna przy Urzędzie Celnym „Mysłowice”